# آبیاری گل‌ها
آبیاری گل‌ها (به انگلیسی: Watering the Flowers) (به فرانسوی: L'Arroseur) فیلم کوتاه کمدی ساخته کارگردان فرانسوی ژرژ ملی یس در سال ۱۸۹۶ میلادی است. فیلم توسط کمپانی فیلم ملی‌یس استار فیلم منتشر شد و در کاتالوگ فیلم های وی، فیلم شماره ۶ می باشد.
گمان می‌رود این فیلم مثل بسیاری دیگر از آثار وی گمشده باشد.